# Путешествие в Индию: На пороге бессмертия
«Путеше́ствие в И́ндию: На поро́ге бессме́ртия» — предстоящий фэнтезийный фильм совместного производства России, Китая и Индии, продолжение фильма «Тайна печати дракона» и третья и заключительная часть трилогии, начатой картиной «Вий» (2014).

## Сюжет
Сюжет фильма основан на индийских и русских легендах о живых мертвецах. После приключений в Китае знаменитый путешественник, картограф и изобретатель Джонатан Грин со своей возлюбленной мисс Дадли в сопровождении русских моряков прибывает к берегам Индии. Они рассчитывают пересесть на английский корабль, идущий до Лондона.
Но в Индии Грин получает таинственное приглашение загадочного и очень богатого индийца Вайбхава Сингха, встреча с которым обернётся для Джонатана новыми испытаниями, приключениями и противостоянием армии зомби. Чтобы разгадать древнюю легенду, знаменитому путешественнику, картографу и изобретателю Джонатану Грину придётся преодолеть много преград, спасти свою возлюбленную из мрака подземелий древней Индии, столкнуться с диким животным миром и сразиться с мистическими силами коварного чудовища. И всё происходит на фоне волшебных пейзажей и колоритной архитектуры таинственной страны.

## Актёрский состав
- Джейсон Флеминг — Джонатан Грин
- Анна Чурина — мисс Дадли
- Мартин Клебба
- Чарльз Дэнс
- Александр Робак
- Шахрух Хан

## Маркетинг
14 октября 2020 вышел тизер фильма.